# 横大道製鉄遺跡
横大道製鉄遺跡（よこだいどうせいてついせき）は、福島県南相馬市小高区飯崎にある、奈良時代から平安時代にかけての製鉄遺跡。2011年2月7日、国の史跡に指定された。

## 概要
本遺跡は福島県の太平洋岸から直線距離で7.5キロの飯崎台地に位置する製鉄関連の遺跡である。台地の平坦面上にある丘陵（平坦面からの比高10から25メートル）の斜面に大部分の遺構がある。常磐自動車道の建設工事にともない、2007年、2008年、2009年の3次にわたり発掘調査が実施された。調査は、福島県教育委員会の委託により財団法人福島県文化振興事業団（後に福島県文化振興財団と改称）が実施した。その結果、8世紀後半から9世紀後半にかけて操業した製鉄炉や、燃料の木炭製造のための窯跡などが確認された。2009年には発掘調査の調査区外の東側において、遺跡の範囲確認調査も行われている。
2007年から2009年にかけての発掘調査で確認された遺構は、環状遺構1か所、製鉄炉跡7基、廃滓場跡（はいさいじょうあと）4か所、鍛冶炉跡1基、竪穴建物跡1棟、木炭窯跡31基、溝跡10条、土壙25基、特殊遺構7基である。なお、以上は発掘調査で確認された遺構の数であり、調査区外のものは含まれていない。上記のうち「環状遺構」とは、人工的に窪地を造成し、掘り出した土をその周囲に環状に盛上げたもので、この人工の窪地に6基の製鉄炉が造られていた。「廃滓場」とは鉄滓（製鉄過程で生じる不純物）の投棄場所のこと。「特殊遺構」とは、他の分類にあてはまらない製鉄関連遺構のことである。これらの遺構から出土した製鉄関連遺物（羽口、通風管、炉壁、鉄塊、鉄滓、木炭など）は計76トンに達する。
2007年から2009年にかけての発掘調査の調査区は南と北の2地区に分かれており、発掘調査報告書ではそれぞれを「南区」「北区」と呼んでいる。南区は飯崎台地上の丘陵の西向きの斜面に位置し、面積は8,800平方メートル。北区は台地の平坦部に位置し、面積は4,400平方メートルである。なお、遺構の大部分は南区に所在する。上に列挙した遺構のうち、北区に所在するのは木炭窯跡31基のうち3基、溝跡10か所のうち2か所、土壙25基のうち6基のみで、それ以外は南区に所在する。

## 遺構

### 環状遺構
横大道製鉄遺跡の主要な遺構は、南区の丘陵北端にある環状遺構の内側、およびその近辺に集中している。環状遺構は、コブ状に高まった自然地形を利用して、その内側に人工の窪地を造り、掘り出した土を窪地の周囲に環状に盛り上げたものである。中央の窪地は南北10.8メートル、東西6.6メートルの規模だが、調査区外の区域まで含めると実質的には南北・東西ともに15メートル程度とみられる。環状盛土は幅が1.2から3.6メートル、厚さが40から50センチほどである。盛土部分を含めた外周は南北19.5メートル、東西9.7メートルほどになる。なお、盛土の周囲には土手状の高まりがあり、ここまでを環状遺構の範囲とした場合、全体規模は南北28.5メートル、東西27.5メートルになる。

### 製鉄炉跡
製鉄炉跡は7基確認されている（4号炉から10号炉）。4号から9号までの6基は半地下式竪形炉（縦長で円筒形の炉）で、いずれも環状遺構内に所在する。10号炉は南区の中央部にあり、箱形炉である。なお、1・2・3・11号炉については次項の「廃滓場跡」を参照。
4号から9号までの6基の竪形炉は、堆積土の重複関係や炉の形態などからみて、9号炉が最古で、以下6号、7号、8号、5号、4号の順に築かれたと推定される。発掘調査報告書では、炉の形態、炉壁の粘土の性質などから、竪形炉を古段階のI類（9・6・7号炉）と新段階のII類（8・5・4号炉）に分けている。いずれの炉も窪地の高低差を利用し、粘土を積み上げて築かれており、4号炉を例にとれば、炉跡のほか、踏ふいご跡、作業場、廃滓場が検出されている。4号・5号炉の復元図によれば、炉の高さは180センチ以上、内径30センチ程度と推定される。

### 廃滓場跡
調査区内においては廃滓場のみが確認され、対応する製鉄炉跡は調査区外に所在するとみられる遺構を、発掘調査報告書では「廃滓場跡」と名付けて区別している。1・2・3・11号の4か所存在する。このうち2号は環状遺構内に、1号と3号は環状遺構の南側に所在し、11号は南区の中央部にある。
1号廃滓場跡は環状遺構の南5メートルにあり、径20メートルの規模を有する。ここからは炉壁（箱形炉由来）、鉄滓など60トン以上の遺物が出土した。2009年の遺跡範囲確認調査では、1号廃滓場の東側、発掘調査の調査区外の場所に5か所の窪みが確認され、これらは1号廃滓場と関連する箱形炉の跡とみられる。

### 木炭窯跡
製鉄炉の燃料の木炭を製造した窯の跡は、全部で31基確認されている。このうち北区にあるのは3基のみ（1・4・5号窯）で、他の28基は南区にある。全31基のうち26基は斜面を利用して築いた地下式窯（窖窯）で、残りの5基（1・3・4・5・6号窯）は平地式窯である。
地下式窯26基はすべて南区にあり、特定の区域に集中して築かれている。丘陵中央部に16基、丘陵南端部に9基が集中して築かれ、2号窯のみが単独で丘陵北部に築かれている。一方、平地式窯は全5基のうち1・4・5号窯が北区に所在。3号窯は南区の北端（環状遺構の近く）、6号窯は南区の中央部にある。
このほか、2009年の遺跡範囲確認調査では、南区の調査区外の東側に木炭窯跡とみられる23か所の窪みが確認されている。

### その他の遺構
鍛冶炉跡 - 確認されたのは1基のみで、環状遺構の南側に所在する。
竪穴建物跡 - 確認されたのは1棟のみで、環状遺構の南側に所在する。
溝跡 - 全部で10条あり、3・9号溝は北区、他の8か所は南区にある。1・8号溝は奈良時代の道路跡とみられる。3・4・5・9号溝は古代の遺構ではなく、近世の境界溝とみられる。2・6・7・10号溝は排水用とみられるが、造られた時期は特定できない。
土壙 - 全部で25基あり、18号から23号の6基は北区、残りの19基は南区に所在する。製鉄炉や木炭窯のように特定区域に集中して存在することはなく、丘陵の各所に分散している。
特殊遺構 - 南区に7基ある。うち3号遺構から7号遺構までは環状遺構内にあり、1号と2号は環状遺構の南側に位置する。1・3号遺構は木炭の集積場とみられる。2号は鍛冶炉跡の近くにあり、その関連遺構とみられる。4・5・6・7号は粘土の採掘坑か製鉄炉の作業場とみられる。

## 製鉄遺跡の変遷と時代背景
陸奥国の行方郡と宇多郡（現在の福島県東北部、相馬市、南相馬市など）では、7世紀後半頃から製鉄が盛んに行われた。当地の製鉄は、ヤマト政権の東北経営や、当時の政治・軍事状況と密接にかかわっていた。
海岸近くの金沢地区製鉄遺跡群（南相馬市原町区金沢）では、7世紀後半には製鉄が始まっていた。陸奥国が設置され、中央の支配がこの地まで及ぶのが653年頃であり、金沢地区の製鉄施設は、官衙の造営、武器武具の製造などのための鉄供給を担ったとみられる。横大道遺跡で製鉄が始まるのはこれより遅れて8世紀後半である。この時点（横大道遺跡における第一段階）の製鉄炉は箱形炉であり、第3廃滓場跡（箱形炉の炉壁が出土）がこれにあたる。踏ふいごはまだ用いられず、羽口を用いて送風していた。
第二段階は引き続き8世紀後半で、この時期にはそれまでの箱形炉とは系統の異なる竪型炉が用いられる。環状遺跡内にある4号 - 9号製鉄炉がこれにあたる。
第三段階は9世紀前半である。この時期は蝦夷の反乱が頻発した時期であり、行方郡・宇多郡においては製鉄の最盛期であった。この時期には踏ふいご付きの箱形炉が用いられた。1号廃滓場跡（箱形炉の炉壁が出土）がこれにあたる。
第四段階は9世紀後半で、10号製鉄炉、11号廃滓場跡がこれにあたる。この時期には生産は小規模になり、製鉄炉は第二段階のように同じ地点に複数の炉が築かれるのではなく、単独で築かれるようになる。この時期には陸奥国の蝦夷は大方鎮圧されていたが、出羽国においては蝦夷の反乱が続いていた。また869年には貞観地震があり、震災復興のための鉄の需要もあったとみられている。
陸奥国の製鉄が、当初海岸近くの丘陵地で始まったのは、海岸で砂鉄の採れることと、舟運による運搬の便、燃料となる木材が得られることなどが理由として考えられている。8世紀後半になって、製鉄施設が内陸に展開した理由については、木材資源の枯渇に加え、炉壁の素材となる良質の粘土が得られる場所を選んだという理由も挙げられている。